# Слатина (Љевице)
Слатина (слч. Slatina) насељено је мјесто са административним статусом сеоске општине (слч. obec) у округу Љевице, у Њитранском крају, Словачка Република.

## Становништво
| Година:    | 1994. | 2004.    | 2014.   | 2024.   |
| ---------- | ----- | -------- | ------- | ------- |
| Број људи: | 312   | 359      | 335     | 329     |
| Разлика:   |       | +15,06 % | -6,68 % | -1,79 % |

| Година:    | 2023. | 2024.   |
| ---------- | ----- | ------- |
| Број људи: | 324   | 329     |
| Разлика:   |       | +1,54 % |

Према подацима о броју становника из 2011. године насеље је имало 341 становника.